# ستيف فيليبس (لاعب كرة قدم)
ستيف فيليبس (بالإنجليزية: Steve Phillips)‏ (4 أغسطس 1954 في المملكة المتحدة - ) هو لاعب كرة قدم بريطاني في مركز الهجوم. لعب مع برمنغهام سيتي ونادي إكزتر سيتي ونادي برينتفورد ونادي بيتربورو يونايتد ونادي تشيسترفيلد ونادي توركي يونايتد ونادي ساوثيند يونايتد ونادي نورثامبتون تاون وStamford A.F.C. ‏.

## وصلات خارجية
- ستيف فيليبس على موقع قاعدة بيانات كرة القدم.إي يو (الإنجليزية)